# Belrupt
Belrupt är en kommun i departementet Vosges i regionen Grand Est (tidigare regionen Lorraine) i nordöstra Frankrike. Kommunen ligger i kantonen Darney som tillhör arrondissementet Épinal. År 2022 hade Belrupt 91 invånare.

## Befolkningsutveckling
Antalet invånare i kommunen Belrupt
| Referens: INSEE |